# Кенија
Кенија (свах. Kenya, енгл. Kenya), званично Република Кенија (енгл. Republic of Kenya) је држава у источној Африци. Граничи се са Јужним Суданом и Етиопијом на северу, на истоку са Сомалијом, на југу са Танзанијом и на западу са Угандом. На југозападу излази на језеро Викторија, а на југоистоку на Индијски океан. Површина Кеније износи 580.367 km². По површини она је 48. држава у свету, а 22. на континенту. По процени из 2004. Кенија је имала 34.707.817 становника. Главни и највећи град Кеније је Најроби, а остали већи градови су Момбаса, Кисуму, Накуру, Елдорет, Мачакос, Лодвар, Ламу и Гариса. Кенија је била британска колонија. Независност је стекла 12. децембра 1963. Кенија је позната као земља националних паркова и резервата богатих спектакуларним биљним и животињским светом (Цаво, Масаи Мара, Амбосели).

## Географија
Већи део северне Кеније чине суве равнице. На западу се налазе шумовита брда, а на југу, саване (пашњаци). На западу Кенија излази на језеро Викторија, по површини друго највеће слатководно језеро на свету. Северно од језера Викторија, на граници са Угандом се налази планина Елгон. Вулканске планине се налазе на средини земље у близини екватор.

### Положај
Државе са којима се Кенија граничи су: Етиопија, Сомалија, Танзанија, Уганда, Јужни Судан и Судан. Површина државе износи 581.309 km².

### Геологија и рељеф
Север и исток Кеније заузимају сушне и полусушне зоне равница и брежуљака. Мала и неправилно распоређена количина падавина у овој ретко насељеној регији не дозвољава развој пољопривреде.
На југу се налази планинска подручја са надморским висинама изнад 1.000 m (највиши врх земље је угашени вулкан Кенија са 5.199 m, друга највиша планина Африке иза Килиманџара). У овом подручју је највећа концентрација становништва због умерене климе и плодне земље што је у колонијалном раздобљу привукло европске насељенике. Ову планинску зону у смеру север-југ пресеца источни огранак Велике раседне долине (Great Rift Valley) у којој се налази неколико језера, међу којима је највеће Туркана на северу, на граници са Етиопијом.
На истоку Кенија излази на Индијски океан у који се уливају две највеће кенијске реке Тана и Галана.
Највећи градови у земљи су Најроби (2.750.561 становника 2005), лука Момбаса (799.727), Накуру (259.934), Елдорет (218.472) и Кисуму (216.479).

### Национални паркови
Дивљина Кеније је угрожена од стране ловокрадица. Постоји неколико националних паркова где су животиње заштићене и они привлаче посетиоце широм света. Туризам игра важну улогу у привреди Кеније која се тек развија.

### Воде
Налази се река Галана на југозападу државе, Језера Туркана (Рудолфово) на северозападу и део Викторијиног на западу (Укереве)

### Клима
Кенија је подељена екватором на два скоро једнака дела. Регија северно од екватора је топла и прима мало кише. Јужна регија заузима три метеоролошке зоне: када нема кише, годишња температура у јуну је 24 °C, у јулу 28 °C. Кишни месеци су од октобра до децембра и од априла до јуна.

### Флора и фауна
Око 11% земљишта у Кенији је погодно за пољопривреду. Јужни делови су у великој мери под шумом. Биљни свет Кеније је разноврстан. Дуж обале су шуме палми, мангрове, тиковине, копала (тврда смола), и сандаловине. Шуме баобаба, еуфорбија покривају земљу до око 915 m изнад мора. Савана је карактеристична за терен од 915 до 2745 m изнад мора.
Изузетно богат животињски свет је специфичан за Кенију. Неке од животиња које имају своја станишта у Кенији су слон, носорог, нилски коњ, жирафа, зебра, газела, гну, биво, лав, леопард, ној, фламинго итд.
Животиње су заштићене у националним парковима и резерватима који су истовремено и туристичке дестинације за сафари.

## Историја
У Кенији живе 44 етничке групе, које припадају трима великим групама народа Банту, Нилотима и Кушитима. Овај етнички мозаик је последица многобројних миграција и историјских збивања на територији данашње Кеније. Банту народи су дошли из два правца, са истока из предела данашњег Камеруна и Нигерије пре 1 века нове ере, као и из истог правца након 1. века нове ере, али и са југа из области Катанга на подручју данашњег ДР Конга и Замбије. Као што им и име говори Нилотски народи су се доселили око 1500. године из долине Нила и настанили у Великој раседној долини и околини језера Викторија. Они су на месту где је живео стари народ Чвези основали краљевство Буњоро-Китара. Кушитски народи су живели у овој области и у време Старог Египта, дакле у миленијумима пре нове ере, а њихова насељеност у данашњој Кенији је последица колонијалних подела у 19. и 20. веку.
Инвазија Банту народа после 14. века приморале су већину нилотских етничких група да мигрирају у Уганду, где су они створили ново царство, или у Танзанију, где, мешајући се са Банту народима, они су постали Сукума и Њамвези. као што су у Кенији Луо асимиловали у великој мери Банту културу. Ипак друга група освајача дошла је у Кенију у 17. веку и са севера. То су били нило-хамитски народи који су се бавили сточарством. Њихова друштва су у основи били кланови, такође је ратник, или муран, био централна односно главна фигура. Они никад нису имали многобројну војску.
У приобалном делу Кеније су биле веома живе интеракције локалног Банту становништва са Арапима из Омана, Персијанцима из Шираза, па чак и Индусима. У периоду од 6. до 9. века активности су са дотадашње пољопривреде и риболова, проширене и на бродоградњу и пловидбу. У том периоду поморска трговина се одвијала углавном према југу, ка тада веома живом трговачком центру Килви. У 15. веку су два велика морепловца посетила обалу данашње Кеније - Женг Хе из Кине је 1414. године посетио Малинди, а Васко де Гама из Португалије је 1498. посетио Момбасу. У 17. веку су Португалци имали великог утицаја у приобаљу, до победе Арапа из Омана 1698. године који су били најутицајнији до 1885. године када је читава Кенија пала под колонијални утицај Велике Британије. Арапски назив за подручје источноафричке обале и становника је био Зењ (земља „црних људи“) и односио се на градове као што су Момбаса, Малинди и Ламу у којима се развијала култура повезана хибридним Свахили језиком са утицајима арапског, поругалског и фарсија, који је захваљујући трговини и комуникацији постао основни језик источне АФрике.
Средиште управе британске колоније источне Африке која је формирана 1895. године налазило се од 1889. године у Мачакосу, да би 1899. године било пребачено у Најроби.
Мау Мау устанак, у коме су доминирали припадници етничких група Кикују, Ембу и Меру, трајао је осам година, од 1952. до 1960. Повод за овај устанак су били затегнути друштвени, економски и расни односи, а додатни стимуланс је био период деколонизације у Африци. Ускоро након овог устанка је проглашена независност Кеније 12. децембра 1963, а први председник је био један од вођа устанка Џомо Кенијата. Од независности до 1992. године у Кенији је на власти била једна партија - Кенијска афричка национална унија. Након Кенијатине смрти 1978. године нови председник је постао Данијел Арап Мои (пореклом Каленџин) кога је 2002. године победом на изборима наследио председник Мваи Кибаки (пореклом Кикују). Садашњи председник Ухуру Кенијата је четврти председник независне Кеније, изабран 2013. године, он је син првог председника Џома Кенијате.

## Административна подела
Кенија је до 2010. године била подељена на осам административних провинција (mkoa једнина, mikoa множина на свахилију), а од 2010. године на 47 округа који имају своје институције и законодавну власт:
| Провинције Кеније до 2010. године | Садашњи окрузи Кеније у оквиру бивших провинција                                                                                           |
| --------------------------------- | --- |
| Централна                         | Њандаруа, Њери, Кирињага, Муранга, Киамбу                                                                                                  |
| Обална                            | Момбаса, Квале, Килифи, Река Тана, Ламу, Таита-Тавета                                                                                      |
| Источна                           | Марсабит, Исиоло, Меру, Тарака-Нити, Ембу, Китуи, Мачакос, Макуени                                                                         |
| Најроби провинција                | Најроби |
| Североисточна                     | Гариса, Ваџир, Мандера |
| Њанза                             | Сиаја, Кисуму, Залив Хома, Мигори, Киси, Њамира                                                                                            |
| Раседна долина                    | Туркана, Западни Покот, Самбуру, Транс Нзоиа, Уасин Гишу, Елгејо-Мараквет, Нанди, Баринго, Лаикипиа, Накуру, Нарок, Каџиадо, Керичо, Бомет |
| Западна                           | Какамега, Вихига, Бунгома, Бусија |

На челу сваке провинције се налазио управник (Provincial Commissioner) те провинције кога је постављао председник државе. Провинције су биле подељене на дистрикте (wilaya на свахилију). У време пописа 1999. године било је 69 дистрикта. Од тада њихов број је растао да би 2009. године достигао број од 254 дистрикта. У августу 2009. године је Врховни суд Кеније донео одлуку да све новоформиране дистрикте ставља ван закона. Уставом Кеније из 2010. године одређено је 47 округа (county на енглеском) који имају окружне институције, надлежности и законодавну власт.

## Становништво
У Кенији живе око 44 етничке групе чији језици припадају трима већим групама: Банту (највећи народи Кикују, 22%, Луја, 14% и Камба, 11%), нилско-сахарској (највећи народи Луо, 13% и Каленџин, 12%) и кушитска група која има мали број припадника, али у деловима земље с малом густином насељености, тако да заузимају велики део територије (Сомали, Боран). Сходно етничкој припадности свака етничка група има свој језик сврстани такође у три групе банту, нило-сахарски и кушитски. Званични језици су свахили и енглески.
Најзаступљенија религија у Кенији је хришћанство (око 38% протестаната и 28% католика). Према попису из 2019. године, у Кенији има 201.263 верника који су се изјаснили као православци (нејасно да ли источно-православни, оријентално-православни, или заједно). Муслимана има око 7%, а остатак становништва припада домаћим верама, чији су елементи присутни и у трима већим религијама.

### Кенијски народи
Већина Кенијаца су црни Африканци, иако је мали број и европског, азијског и арапског порекла. Постоји око 50 различитих етничких група, укључујући Кикију, Масаји и Самбуру. Кенијци се одушевљавају фудбалом и атлетиком, те су кенијски тркачи освојили велики број медаља на олимпијским играма.

## Образовање
Образовање у Кенији није обавезно, али осам година основне школе је обезбеђено од владе. Током 1990. скоро је 5,4 милиона ученика похађало 14.690 основних школа, а 614.000 средњошколаца је похађало 2.750 средњих школа. Кенија има четири универзитета: Универзитет у Најробију, Кенијата Универзитет, Егертон Универзитет у Накуру и Мои Универзитет у Елдорету. Специјални колеџи укључујући Момбаса политехнички, Музичка академија у Најроби.

## Култура
Већина културних институција у Кенији је у Најробију или у Момбаси. У Најробију је Национални музеј Кеније, који укључује историју и геологију. У Најробију се налази и МакМилан меморијална библиотека, са специјалном колекцијом Африке. У Момбаси је Форт Џизус музеј, историјски музеј основан још у 16. веку од Португалаца. Китал музеј је историјски и научни музеј.

## Привреда
Најразвијеније гране кенијске привреде су пољопривреда и туризам. Извози се кафа и чај, а највећи извор стране валуте су туристичке посете националним парковима и резерватима (најпознатији је Масаи Мара који граничи са Серенгетијем у Танзанији). У Најробију, који је саобраћајно и привредно средиште источноафричке регије, развијен је и услужни сектор.
БДП је у 2004. био 1100 УСД по становнику, мјерено по ППП-у.